# Vincetoxicum africanum
Vincetoxicum africanum là một loài thực vật có hoa trong họ La bố ma. Loài này được (L.) Kuntze miêu tả khoa học đầu tiên năm 1891.